# Trychnomera anthemis
Trychnomera anthemis är en fjärilsart som beskrevs av Turner 1913. Trychnomera anthemis ingår i släktet Trychnomera och familjen spinnmalar. Inga underarter finns listade i Catalogue of Life.